# 南利
南利·扎哈里，马来西亚政治人物，国阵巫统党员，前霹雳州议会万浓州议员，曾经为霹雳州基建、公共设施、能源及水务常务委员会主席。

## 政治生涯
2008年大选，代表国阵巫统参加赢得霹雳州议会万浓州议席。